# Guillaume Yango
Pour les articles homonymes, voir Yango.
Guillaume Yango, né le 31 janvier 1982 à Aubervilliers, en Seine-Saint-Denis, est un joueur de basket-ball professionnel français. Il mesure 2,05 m et joue au poste de pivot.

## Biographie
Inséparable de Yakhouba Diawara durant une grande partie de sa formation, Guillaume rejoint à 16 ans au centre de formation de la JDA Dijon.
Trois ans plus tard, il part avec lui aux États-Unis, au College of Southern Idaho un Junior College, pour se préparer à intégrer une université américaine et rejoindre le Championnat NCAA de basket-ball.
Cela sera chose faite en 2003, saison durant laquelle il rejoint l'Université du Pacifique en Californie, pour laquelle il jouera 2 saisons pleines avant de revenir en Europe.
Très peu connu médiatiquement en France, il fait tout de même parti de la célèbre génération 82 de basketteurs, avec laquelle, il gagne le Championnat d'Europe Junior 2000 (Tony Parker, Mickaël Piétrus, Boris Diaw, Ronny Turiaf, Yakhouba Diawara, etc.).
Après 4 saisons en Italie, il revient en France, dans un rôle de rotation à l'intérieur, au sein du club du Mans Sarthe Basket.
Il signe au Paris-Levallois Basket pour la saison 2010-2011, pour remplacer le chouchou du public francilien, Michel Jean-Baptiste Adolphe parti à l'Élan sportif chalonnais.

## Palmarès
- Médaille d'or au Championnat d'Europe Junior 2000 avec l'équipe de France junior à Zadar (Croatie)
- Médaille de bronze au Championnat d'Europe Espoirs 2002 avec l'équipe de France espoir (U20) à Vilnius (Lituanie)
- Champion de France de Pro B en 2013 (Antibes Sharks)